# We Found Love
"We Found Love" é uma canção da cantora Rihanna, gravada para o seu sexto álbum de estúdio Talk That Talk. Conta com a participação do DJ Calvin Harris, que também foi responsável pela produção e composição. Inicialmente, foi anunciado que a sua estreia seria a 11 de Outubro de 2011, mas começou a ser reproduzida a 22 de Setembro de 2011 nas rádios, e horas mais tarde a música foi lançada digitalmente na iTunes Store, servindo como o primeiro single do projecto. Os membros da crítica apreciaram a música por ser amigável e indicada para ambientes de clubes.

## Faixas e formatos
"We Found Love" foi lançada no formato de descarga digital a 22 de Setembro de 2011 em diversas lojas do iTunes Store e foi distribuída em formato físico (CD single) na Alemanha a 21 de Outubro.
| We Found Love |                                     |         |  |
| N.º           | Título                              | Duração |  |
| 1.            | "We Found Love" (com Calvin Harris) | 3:35    |  |

## Composição e opinião da crítica
"We Found Love" é uma canção de electro house e dance-pop. Amanda Dobbins da revista New York apreciou a sua composição. O Chart Rigger comentou sobre o verso "Nós encontramos amor em um lugar sem esperança", dizendo que "pode ser a melhor letra de pop de 2011, e não estou dizendo isso porque Rihanna o repete mais de 20 vezes." Glen Gamboa do Newsday criticou a falta de letra na canção, porém apreciou sua composição. Leach Collins do The Vancouver Sun apreciou os vocais de Rihanna na canção.
Priya Elan da NME apreciou os vocais de Rihanna, dizendo que foram "luxuosos" e "extremamente bons", enquanto Amos Barshad da Grantland os avaliou negativamente, assim como a produção de Harris. Bill Lamb, crítico especialista em música pop da About.com, avaliou positivamente a canção, dizendo que ela é "certamente alegre e cativante." Lamb postou também os prós e contras da canção, avaliando a frase "Nós encontramos amor em um lugar sem esperança".
Jody Rosen da revista Rolling Stone deu à canção duas estrelas de cinco, dizendo que "é o pior single da carreira de Rihanna". Rosen também criticou o verso "Nós encontramos amor em um lugar sem esperança", dizendo que "Rihanna o repete mais de 350 vezes". O PopCrush deu ao single quatro estrelas e meia, considerando a canção como "dançante". O Music Mix, que é uma das áreas de crítica do Entertainment Weekly, deu uma crítica à capa do single, dizendo que "seu fundo parece bem sem esperança."

## Produção da canção e vídeo musical
Em 21 de Setembro de 2011, um dia antes de seu lançamento, Rihanna divulgou a letra da canção em sua página do Facebook. No dia seguinte, a Def Jam divulgou a canção. Calvin Harris foi responsável pela sua produção. O vídeo de "We Found Love" foi dirigido por Melina Matsoukas,  que anteriormente dirigiu o vídeo de "S&M". O teledisco foi gravado na Irlanda durante os dias 26, 27 e 28 de Setembro de 2011. Rihanna disse que está muito feliz com o resultado do vídeo e que "é o seu melhor vídeo".
| “ | Realmente não posso deixar de pensar no vídeo que gravei. FACILMENTE é o MELHOR vídeo que fiz até agora. Definitivamente é o meu favorito, muito poderoso. | ” |

## Desempenho nas tabelas musicais
"We Found Love" teve sua estreia nas tabelas na parada de singles da RIANZ, na posição 14. Nos Estados Unidos, a canção estreou na Billboard Hot 100 na posição 16. A canção bateu o recorde por está ao mesmo tempo na liderança do iTunes em 29 países, recorde anteriormente da Lady Gaga pela canção "Born This Way" que ficou na primeira posição em 23 países.
| Tabela musical (2011)                            | Melhor posição |
| ------------------------------------------------ | -------------- |
| Alemanha - Media Control AG                      | 1              |
| Austrália - ARIA Singles Chart                   | 2              |
| Áustria - Ö3 Austria Top 75                      | 1              |
| Bélgica - Ultratop 50 (Flandres)                 | 3              |
| Bélgica - Ultratop 40 (Valónia)                  | 2              |
| Brasil - Brasil Hot 100 Airplay                  | 12             |
| Brasil - Brasil Hot Pop & Popular                | 2              |
| Canadá - Canadian Hot 100                        | 1              |
| Coreia do Sul - Gaon Music Chart                 | 2              |
| Dinamarca - Tracklisten                          | 1              |
| Escócia - Scottish Singles Chart                 | 1              |
| Eslováquia - IFPI                                | 1              |
| Espanha - PROMUSICAE                             | 2              |
| Estados Unidos - Billboard Hot 100               | 1              |
| Estados Unidos - Billboard Dance/Club Play Songs | 1              |
| Estados Unidos - Billboard Pop Songs             | 1              |
| Finlândia - Suomen virallinen lista              | 1              |
| França - SNEP                                    | 1              |
| Grécia - Greece Digital Songs                    | 1              |
| Hungria - Radiós Top 40                          | 1              |
| Irlanda - IRMA                                   | 1              |
| Israel - Media Forest                            | 1              |
| Itália - FIMI                                    | 3              |
| Japão - Japan Hot 100                            | 6              |
| Noruega - VG-lista                               | 1              |
| Nova Zelândia - RIANZ                            | 1              |
| Países Baixos - Dutch Top 40                     | 3              |
| Polónia - ZPAV                                   | 1              |
| Portugal - Top 30 Ring Tones                     | 6              |
| Reino Unido - UK Singles Chart                   | 1              |
| Reino Unido - UK Dance Singles Chart             | 1              |
| Chéquia - Czech Airplay Chart                    | 9              |
| Suécia - Sverigetopplistan                       | 1              |
| Suíça - Schweizer Hitparade                      | 1              |
| Portugal - Top 30 Ring Tones                     | 5              |

| Tabela musical (2011)                               | Posição |
| --------------------------------------------------- | ------- |
| Austrália - ARIA Singles Chart                      | 12      |
| Áustria - Austrian Singles Chart                    | 30      |
| Bélgica - Ultratop (Flandres)                       | 24      |
| Bélgica - Ultratop (Valónia)                        | 39      |
| Canadá - Canadian Hot 100                           | 43      |
| Dinamarca - Tracklisten                             | 8       |
| Espanha - PROMUSICAE                                | 25      |
| Estados Unidos - Billboard Hot 100                  | 69      |
| França - SNEP                                       | 13      |
| Grécia - Greece Digital Songs                       | 96      |
| Hungria - Radiós Top 40                             | 87      |
| Irlanda - IRMA                                      | 3       |
| Itália - FIMI                                       | 20      |
| Japão - Japan Hot 100                               | 95      |
| Nova Zelândia - RIANZ                               | 5       |
| Países Baixos - Dutch Top 40                        | 18      |
| Reino Unido - UK Singles Chart                      | 5       |
| Suécia - Sverigetopplistan                          | 10      |
| Suíça - Schweizer Hitparade                         | 13      |
| Tabela musical (2012)                               | Posição |
| Alemanha - Media Control AG                         | 82      |
| Austrália - ARIA Singles Chart                      | 89      |
| Bélgica - Ultratop (Flandres)                       | 46      |
| Bélgica - Ultratop (Valónia)                        | 42      |
| Canadá - Canadian Hot 100                           | 6       |
| Espanha - PROMUSICAE                                | 19      |
| Estados Unidos - Billboard Hot 100                  | 8       |
| Estados Unidos - Billboard Adult Contemporary Chart | 34      |
| Estados Unidos - Billboard Adult Pop Songs          | 21      |
| Estados Unidos - Billboard Pop Songs                | 2       |
| Grécia - Greece Digital Songs                       | 57      |
| Hungria - Radiós Top 40                             | 20      |
| Países Baixos - Dutch Top 40                        | 84      |
| Polónia - ZPAV                                      | 3       |
| Suécia - Sverigetopplistan                          | 26      |
| Reino Unido - UK Singles Chart                      | 56      |

| País           | Providente | Certificação |
| -------------- | ---------- | ------------ |
| Austrália      | ARIA       | 6× Platina   |
| Dinamarca      | IFPI       | Ouro         |
| Estados Unidos | RIAA       | 9× Platina   |
| Reino Unido    | BPI        | Ouro         |
| Nova Zelândia  | RIANZ      | Ouro         |

## Créditos
Todo o processo de elaboração da canção atribui os seguintes créditos pessoais:
- Rihanna – vocalista principal;
- Calvin Harris - composição, produção, mistura, instrumentos;
- Marcos Tovar - gravação vocal;
- Alejandro Barajas - assistente de engenharia de gravação;
- Phil Tan - mistura;
- Damien Lewis - assistente de mistura;

## Histórico de lançamento
| País           | Data                   | Formato                     | Editora discográfica |
| -------------- | ---------------------- | --------------------------- | -------------------- |
| Reino Unido    | 22 de Setembro de 2011 | Estreia em rádio            | Mercury Records      |
| Estados Unidos | 22 de Setembro de 2011 | Descarga digital            | Def Jam Recordings   |
| Itália         | 22 de Setembro de 2011 | Descarga digital            | Universal Music      |
| Austrália      | 22 de Setembro de 2011 | Descarga digital            | Universal Music      |
| França         | 22 de Setembro de 2011 | Descarga digital            | Universal Music      |
| Bélgica        | 22 de Setembro de 2011 | Descarga digital            | Universal Music      |
| Canadá         | 22 de Setembro de 2011 | Descarga digital            | Universal Music      |
| Dinamarca      | 22 de Setembro de 2011 | Descarga digital            | Universal Music      |
| Nova Zelândia  | 22 de Setembro de 2011 | Descarga digital            | Universal Music      |
| Noruega        | 22 de Setembro de 2011 | Descarga digital            | Universal Music      |
| Países Baixos  | 22 de Setembro de 2011 | Descarga digital            | Universal Music      |
| Espanha        | 22 de Setembro de 2011 | Descarga digital            | Universal Music      |
| Suécia         | 22 de Setembro de 2011 | Descarga digital            | Universal Music      |
| Suíça          | 22 de Setembro de 2011 | Descarga digital            | Universal Music      |
| Brasil         | 23 de Setembro de 2011 | Descarga digital            | Universal Music      |
| Estados Unidos | 4 de Outubro de 2011   | Urban Radio                 | Def Jam Recordings   |
| Estados Unidos | 11 de Outubro de 2011  | Rádio mainstream e Rhythmic | Def Jam Recordings   |